# Spitzen Leichtathletik Luzern 2021
Spitzen Leichtathletik Luzern 2021 war eine Leichtathletik-Veranstaltung, die am 29. Juni 2021 im Stadion Allmend im Schweizer Luzern stattfand. Die Veranstaltung war Teil der World Athletics Continental Tour und zählte zu den Silber-Meetings, der zweithöchsten Kategorie dieser Leichtathletik-Serie.

## Resultate

### Männer

#### 100 m
| Platz | Athlet                 | Land | Zeit (s) |
| ----- | ---------------------- | ---- | -------- |
| 1     | Akani Simbine          | RSA  | 10,11    |
| 2     | Thando Dlodlo          | RSA  | 10,20 SB |
| 3     | Alex Wilson            | SUI  | 10,38 SB |
| 4     | Usheoritse Itsekiri    | NGR  | 10,39    |
| 5     | Przemysław Słowikowski | POL  | 10,46    |
| 6     | Jerry Jakpa            | NGR  | 10,55    |
| 7     | Philipp Handler        | SUI  | 11,28    |
|       | Ebrima Camara          | GAM  | DSQ      |

Wind: −0,2 m/s

#### 200 m
| Platz | Athlet            | Land | Zeit (s) |
| ----- | ----------------- | ---- | -------- |
| 1     | Alex Wilson       | SUI  | 20,64 SB |
| 2     | Jorge Vides       | BRA  | 20,75 SB |
| 3     | Clarence Munyai   | RSA  | 20,77    |
| 4     | Adama Jammeh      | GAM  | 20,83    |
| 5     | Robin Erewa       | GER  | 20,83    |
| 6     | Jerry Jakpa       | NGR  | 21,00    |
|       | Sinesipho Dambile | RSA  | DSQ      |

Wind: −0,3 m/s

#### 400 m
| Platz | Athlet                | Land | Zeit (s) |
| ----- | --------------------- | ---- | -------- |
| 1     | Wayde van Niekerk     | RSA  | 44,87    |
| 2     | Christopher O’Donnell | IRL  | 45,55 PB |
| 3     | Vernon Norwood        | USA  | 45,56    |
| 4     | Ricky Petrucciani     | SUI  | 45,88    |
| 5     | Zakithi Nene          | RSA  | 46,09    |
| 6     | Lythe Pillay          | RSA  | 46,32    |
| 7     | Lionel Spitz          | SUI  | 47,30    |
| 8     | Johannes Trefz        | GER  | 47,98    |

#### 1500 m
| Platz | Athlet                      | Land | Zeit (min) |
| ----- | --------------------------- | ---- | ---------- |
| 1     | Robert Farken               | GER  | 3:36,80 MR |
| 2     | Charles Grethen             | LUX  | 3:38,62    |
| 3     | Johan Rogestedt             | SWE  | 3:38,72    |
| 4     | Rorey Hunter                | AUS  | 3:38,90    |
| 5     | Hamish Carson               | NZL  | 3:39,81    |
| 6     | Marc Tortell                | GER  | 3:40,39    |
| 7     | Luca Noti                   | SUI  | 3:42,28 PB |
| 8     | Andrew Coscoran             | IRL  | 3:43,15    |
| 9     | Tom Elmer                   | SUI  | 3:47,04    |
|       | Adam Czerwiński (Pacemaker) | POL  | DNF        |

#### 5000 m
| Platz      | Athlet                   | Land | Zeit (min)  |
| ---------- | ------------------------ | ---- | ----------- |
| 1          | Jacob Kiplimo            | UGA  | 12:55,60 MR |
| 2          | Daniel Simiu Ebenyo      | KEN  | 12:55,88 PB |
| 3          | Boniface Kibiwott        | KEN  | 13:06,26    |
| 4          | Narve Gilje Nordås       | NOR  | 13:16,67 PB |
| 5          | Mohamed Mohumed          | GER  | 13:17,04 SB |
| 6          | Tsegay Kidanu            | ETH  | 13:18,78    |
| 7          | Matthew Ramsden          | AUS  | 13:23,05    |
| 8          | Andreas Vojta            | AUT  | 13:32,17    |
| 9          | Dominic Lokinyomo Lobalu | ART  | 13:34,18 PB |
| 10         | Marcel Fehr              | GER  | 13:39,09 SB |
| 11         | Brian Fay                | IRL  | 13:44,37 PB |
| 12         | Jordan Gusman            | MLT  | 13:49,06    |
| 13         | Matthew Kibarus          | KEN  | 13:50,00    |
| 14         | Julien Wanders           | SUI  | 13:57,61    |
|            | Maximilian Thorwirth     | GER  | DNF         |
| Luca Noti  | SUI                      | DNF  |             |
| Felix Bour | FRA                      | DNF  |             |

#### 110 m Hürden
| Platz | Athlet              | Land | Zeit (s) |
| ----- | ------------------- | ---- | -------- |
| 1     | Petr Svoboda        | CZE  | 13,60    |
| 2     | Gabriel Constantino | BRA  | 13,60    |
| 3     | Martin Vogel        | GER  | 13,62    |
| 4     | Mikdat Sevler       | TUR  | 13,65    |
| 5     | Koen Smet           | NED  | 13,68    |
| 6     | Vladimir Vukicevic  | NOR  | 13,74    |
| 7     | Hassane Fofana      | ITA  | 13,81    |
| 8     | Yohan Chaverra      | COL  | 13,90    |

Wind: −0,6 m/s

#### 400 m Hürden
| Platz | Athlet              | Land | Zeit (s) |
| ----- | ------------------- | ---- | -------- |
| 1     | Thomas Barr         | IRL  | 49,12    |
| 2     | Quincy Downing      | USA  | 49,42 SB |
| 3     | Nick Smidt          | NED  | 49,73    |
| 4     | Joshua Abuaku       | GER  | 50,03    |
| 5     | Dany Brand          | SUI  | 50,20 SB |
| 6     | Abdelmalik Lahoulou | ALG  | 50,29    |
| 7     | Mario Lambrughi     | ITA  | 50,95    |
| 8     | Cameron French      | NZL  | 51,38    |

#### Weitsprung
| Platz | Athlet              | Land | Weite (m) |
| ----- | ------------------- | ---- | --------- |
| 1     | Ruswahl Samaai      | RSA  | 8,06      |
| 2     | Emiliano Lasa       | URU  | 7,90      |
| 3     | Lester Lescay       | CUB  | 7,83      |
| 4     | Chris Mitrevski     | AUS  | 7,75      |
| 5     | Simon Ehammer       | SUI  | 7,70      |
| 6     | Maykel Massó        | CUB  | 7,70      |
| 7     | Benjamin Gföhler    | SUI  | 7,68      |
| 8     | Henry Frayne        | AUS  | 7,68      |
| 9     | Darcy Roper         | AUS  | 7,63      |
| 10    | Fabian Heinle       | GER  | 7,47      |
| 11    | Christopher Ullmann | SUI  | 6,82      |

#### Hammerwurf
| Platz | Athlet                 | Land | Weite (m) |
| ----- | ---------------------- | ---- | --------- |
| 1     | Tristan Schwandke      | GER  | 74,66     |
| 2     | Christos Frantzeskakis | GRC  | 74,47     |
| 3     | Chris Bennett          | GBR  | 74,05     |
| 4     | Dempsey McGuigan       | IRL  | 68,74     |
| 5     | Lukas Baroke           | SUI  | 55,92     |
| 6     | Sanna Balsa            | SUI  | 55,45     |
| 7     | Raphaël Hostettler     | SUI  | 53,69     |
| 8     | Lars Wolfisberg        | SUI  | 53,43 PB  |
| 9     | Marvin Baumann         | GER  | 50,75     |

#### Speerwurf
| Platz | Athlet                   | Land | Weite (m) |
| ----- | ------------------------ | ---- | --------- |
| 1     | Johannes Vetter          | GER  | 92,14     |
| 2     | Keshorn Walcott          | TTO  | 85,16 SB  |
| 3     | Julian Weber             | GER  | 84,95 SB  |
| 4     | Andreas Hofmann          | GER  | 78,26     |
| 5     | Sindri Hrafn Guðmundsson | ISL  | 78,26     |
| 6     | Dagbjartur Daði Jónsson  | ISL  | 76,45     |
| 7     | Bernhard Seifert         | GER  | 76,10     |
| 8     | Franck Di Sanza          | SUI  | 71,75     |

### Frauen

#### 100 m
| Platz | Athlet                | Land | Zeit (s) |
| ----- | --------------------- | ---- | -------- |
| 1     | Marie-Josée Ta Lou    | CIV  | 11,09    |
| 2     | Mujinga Kambundji     | SUI  | 11,24    |
| 3     | Kayla White           | USA  | 11,31    |
| 4     | Dafne Schippers       | NED  | 11,41    |
| 5     | Marije van Hunenstijn | NED  | 11,50    |
| 6     | Hana Basic            | AUS  | 11,51    |
| 7     | Sarah Atcho           | SUI  | 12,01    |

Wind: −0,4 m/s

#### 200 m
| Platz | Athlet                  | Land | Zeit (s) |
| ----- | ----------------------- | ---- | -------- |
| 1     | Beatrice Masilingi      | NAM  | 22,67 PB |
| 2     | Alexandra Burghardt     | GER  | 23,16    |
| 3     | Lisa-Marie Kwayie       | GER  | 23,28    |
| 4     | Jessica-Bianca Wessolly | GER  | 23,34    |
| 5     | Cornelia Halbheer       | SUI  | 23,84    |

Wind: 0,0 m/s

#### 800 m
| Platz | Athlet                       | Land | Zeit (min) |
| ----- | ---------------------------- | ---- | ---------- |
| 1     | Christina Hering             | GER  | 2:00,04 SB |
| 2     | Lore Hoffmann                | SUI  | 2:00,38    |
| 3     | Katharina Trost              | GER  | 2:00,92    |
| 4     | Lovisa Lindh                 | SWE  | 2:01,39    |
| 5     | Louise Shanahan              | IRL  | 2:03,05    |
| 6     | Gabriela Gajanová            | SVK  | 2:03,36 SB |
| 7     | Delia Sclabas                | SUI  | 2:04,02    |
| 8     | Aníta Hinriksdóttir          | ISL  | 2:08,15    |
| 9     | Simone Lalor                 | IRL  | 2:09,67    |
| 10    | Carley Thomas                | AUS  | 2:11,36    |
|       | Jackie Baumann (Pacemakerin) | GER  | DNF        |

#### 100 m Hürden
| Platz | Athlet               | Land | Zeit (s) |
| ----- | -------------------- | ---- | -------- |
| 1     | Ditaji Kambundji     | SUI  | 13,11    |
| 2     | Sarah Lavin          | IRL  | 13,16    |
| 3     | Zoë Sedney           | NED  | 13,22    |
| 4     | Hannah Jones         | USA  | 13,28    |
| 5     | Ketiley Batista      | BRA  | 13,44    |
| 6     | Stanislava Škvarková | SVK  | 13,52    |

Wind: −0,8 m/s

#### 400 m Hürden
| Platz | Athlet           | Land | Zeit (s) |
| ----- | ---------------- | ---- | -------- |
| 1     | Carolina Krafzik | GER  | 55,55    |
| 2     | Tia-Adana Belle  | BAR  | 56,00 SB |
| 3     | Taylon Bieldt    | RSA  | 56,81    |
| 4     | Yasmin Giger     | SUI  | 57,27    |
| 5     | Vera Barbosa     | POR  | 57,31    |
| 6     | Sára Mátó        | HUN  | 57,45    |
| 7     | Daniela Ledecká  | SVK  | 57,96    |
| 8     | Annina Fahr      | SUI  | 58,17    |

#### 3000 m Hindernis
| Platz             | Athlet            | Land | Zeit (min) |
| ----------------- | ----------------- | ---- | ---------- |
| 1                 | Chiara Scherrer   | SUI  | 9:40,30 PB |
| 2                 | Eilish Flanagan   | IRL  | 9:42,71    |
| 3                 | Sanaa Koubaa      | GER  | 9:54,80 SB |
| 4                 | Amina Bettiche    | ALG  | 9:56,50 SB |
| 5                 | Charlotte Prouse  | CAN  | 9:58,10    |
| 6                 | Agnes Thurid Gers | GER  | 10:04,51   |
| 7                 | Lotte Krause      | NED  | 10:09,23   |
|                   | Lili Anna Tóth    | HUN  | DNF        |
| Fabienne Schlumpf | SUI               | DNF  |            |

#### Stabhochsprung
| Platz        | Athletin           | Land | Höhe (m) |
| ------------ | ------------------ | ---- | -------- |
| 1            | Robeilys Peinado   | VEN  | 4,61     |
| 2            | Lisa Gunnarsson    | SWE  | 4,41     |
| 3            | Lene Retzius       | NOR  | 4,31     |
| 4            | Andrina Hodel      | SUI  | 4,21     |
| 5            | Jacqueline Otchere | GER  | 4,11     |
| 6            | Malen Ruíz         | ESP  | 4,11     |
|              | Femke Pluim        | NED  | NMH      |
| Fanny Smets  | BEL                | NMH  |          |
| Lisa Ryzih   | GER                | NMH  |          |
| Lea Bachmann | SUI                | NMH  |          |
| Chloé Henry  | BEL                | NMH  |          |

#### Hammerwurf
| Platz | Athletin              | Land | Höhe (m) |
| ----- | --------------------- | ---- | -------- |
| 1     | Samantha Borutta      | GER  | 69,38 MR |
| 2     | Vanessa Sterckendries | BEL  | 68,78    |
| 3     | Carolin Paesler       | GER  | 67,34    |
| 4     | Veronika Kaňuchová    | SVK  | 65,71    |
| 5     | Nicole Zihlmann       | SUI  | 65,63    |
| 6     | Sophie Gimmler        | GER  | 64,71    |
| 7     | Michelle Döpke        | GER  | 64,43 PB |
| 8     | Lydia Wehrli          | SUI  | 58,93 SB |
| 9     | Angela Peter          | SUI  | 51,54    |
| 10    | Iris Nowack           | SUI  | 47,67    |

#### Speerwurf
| Platz | Athletin               | Land | Höhe (m) |
| ----- | ---------------------- | ---- | -------- |
| 1     | Christin Hussong       | GER  | 64,02    |
| 2     | Tazzjana Chaladowitsch | BLR  | 60,31    |
| 3     | Jo-Ane van Dyk         | RSA  | 57,81    |
| 4     | Réka Szilágyi          | HUN  | 57,58    |
| 5     | Marie-Therese Obst     | NOR  | 56,88    |
| 6     | Marija Vučenović       | SRB  | 56,11    |
| 7     | Madara Palameika       | LAT  | 54,97    |
| 8     | Irena Gillarová        | CZE  | 53,99    |
| 9     | Lena Meyer             | SUI  | 46,54    |